# Långe Jan

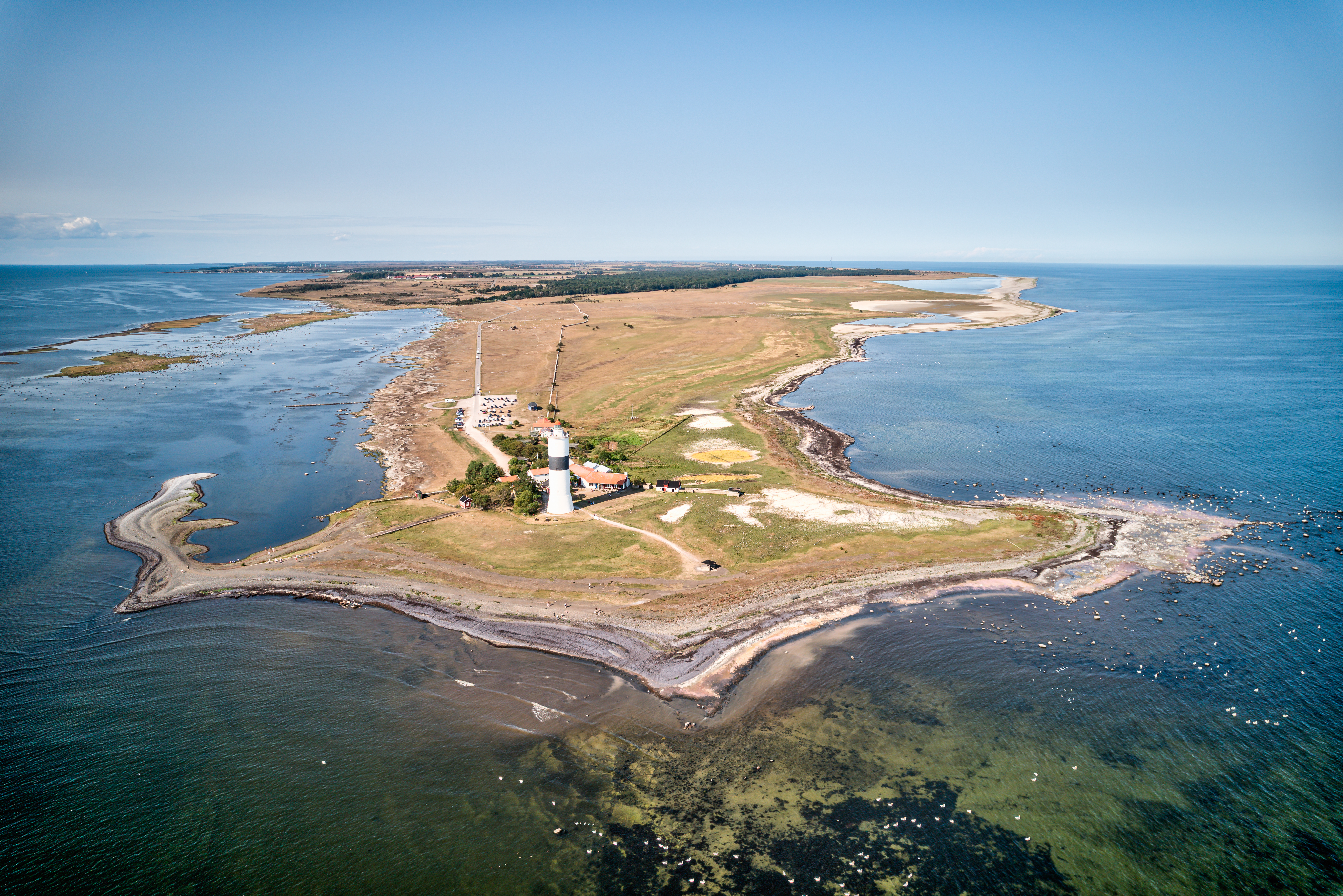
Fyrens läge på Ölands sydspets.

Långe Jan, officiellt namn Ölands södra udde, är en fyr i Ås socken på Öland. Den tändes första gången den första november 1785 efter en byggnadstid på nästan två år. Fyren är belägen längst ned på Ölands södra udde och är en angöringsfyr. Fyren var vid uppförandet 60 alnar hög (ca 36 meter) med en diameter av cirka 12 meter och 197 trappsteg upp till toppen. Fyren är i dag 41,6 meter och därmed Sveriges högsta fyr. Sedan den 5 juni 2008 är fyren ett statligt byggnadsminne. Tidigare var fyren lagskyddad som byggnadsminnesmärke från den 25 januari 1935.

## Historik
Smeknamnet Långe Jan kan härledas från det medeltida kapellet Capella Beati Johannis eller S:t Johannes (Jan). Kapellet låg vid det gamla fiskeläget Kyrkhamn vid Ölands södra udde. Kapellet revs efter reformationen och stenen användes till byggandet av fyren. Ett stenkors väster om vägen mellan Långe Jan och Ottenby kungsgård utmärker platsen för det dåtida kapellet.
Från början var fyren byggd som en öppen stenkolsfyr med lager för stenkol i de inre tre kamrarna; den övre var avsedd för fyrpersonalen. Nuvarande lanternin och linssystem är från 1907. Fyren vitputsades 1845 och någon gång under senare delen av 1800-talet fick den sin ring, under första tiden röd för att sedan ändras till svart. Den elektrifierades 1948 och är i dag obemannad och helautomatisk. Fyrtornet är öppet för besökande under sommartid mot inträdesavgift.
Vid fyrplatsen ligger också Ottenby fågelstation, vilken drivs av Sveriges Ornitologiska Förening, ett naturum och en restaurang.